# Christianshavn

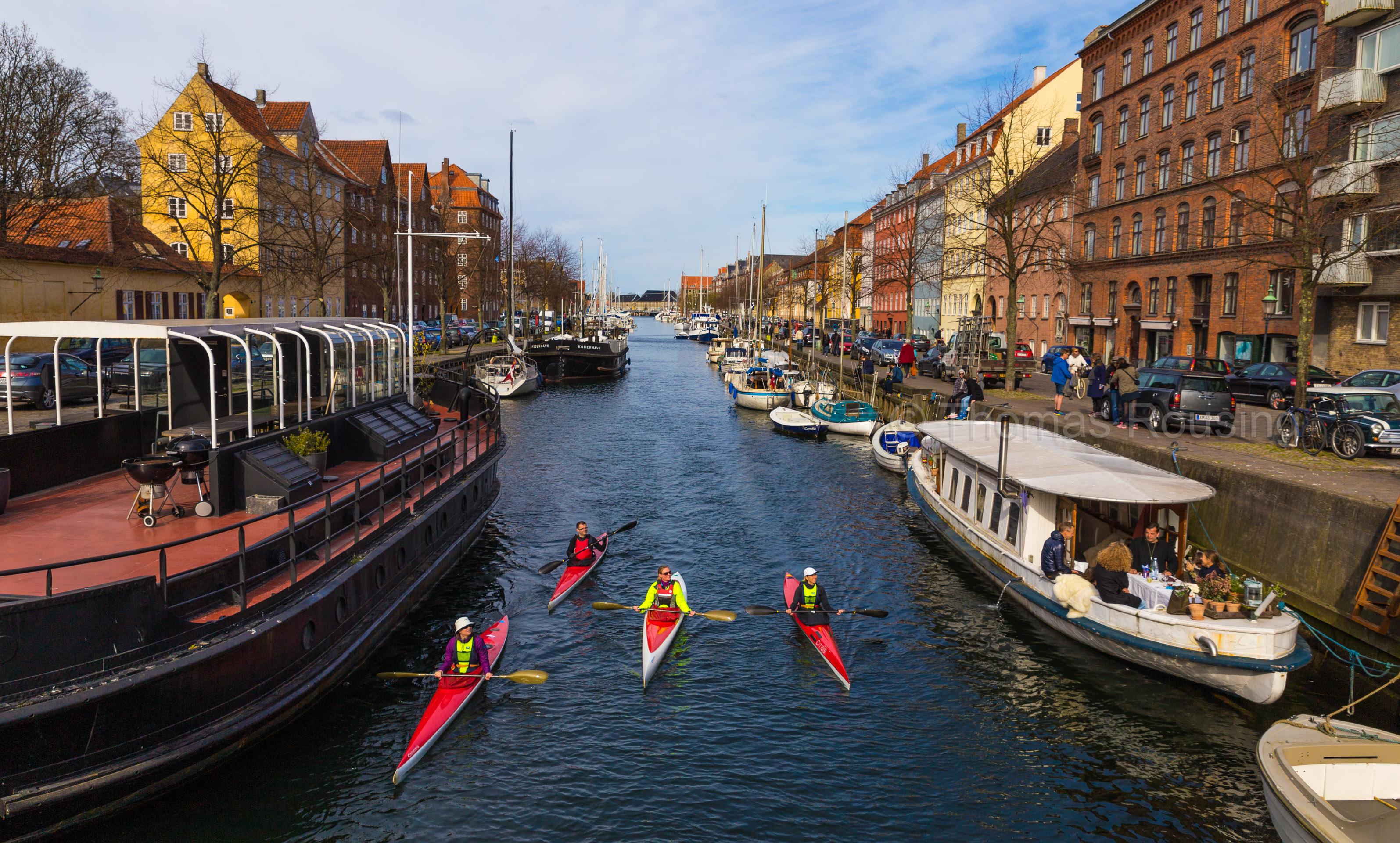
Canal de Christianshavn en el centro del barrio

Christianshavn (literalmente, "Puerto del Rey Cristiano") es un barrio de Copenhague, Dinamarca. Forma parte del distrito de Indre By y está situado en varias islas artificiales entre las islas de Selandia y Amager, y separado del resto del centro de la ciudad por el puerto interior. Fue fundado a principios del siglo XVII por Christian IV como parte de su ampliación de las fortificaciones de Copenhague. En un principio, se diseñó como una ciudad mercantil independiente y privilegiada, inspirada en las ciudades holandesas, pero pronto se incorporó a Copenhague. Dominada por los canales, es la parte de Copenhague con más ambiente náutico.
Durante gran parte del siglo XX, un barrio de clase trabajadora, Christianshavn desarrolló una reputación bohemia en la década de 1970 y ahora es una parte moderna, diversa y animada de la ciudad con su propia personalidad distintiva. Conviven empresarios, estudiantes, artistas, hippies y familias tradicionales con niños.
Administrativamente, Christianshavn forma parte de Indre By desde 2007, pero todavía tiene su propio consejo local.

## Geografía
Christianshavn cubre un área de 3.43 km² e incluye tres islas menores al norte, denominadas conjuntamente como Holmen. Tiene una población de 10.140 y una densidad de población de 2.960 por km².
Al sur y al este, Christianshavn se define por sus antiguas murallas. Al oeste, Christianshavn limita con el puerto interior que lo separa de Slotsholmen y del resto del centro de la ciudad de Copenhague.

## Historia

Escudo de armas histórico de Christianshavn como ciudad independiente.

En 1612, Christian IV inició un ambicioso programa para fortificar Copenhague. Durante el período 1618-1623, erigió embarcaderos de tierra con cinco baluartes en la zona pantanosa entre Copenhague y la isla de Amager. Al mismo tiempo, se planteó la idea de crear una nueva ciudad comercial en la zona. En 1639 se estableció la pequeña ciudad comercial y fortaleza de Christianshavn. Sin embargo, la competencia de Copenhague pronto resultó demasiado fuerte para la pequeña ciudad, y en 1674 se incorporó a su vecino más grande.
Las fortificaciones se desarrollaron aún más con seis baluartes más en la década de 1660 y siete baluartes más entre 1682 y 1692. Se produjeron refuerzos adicionales entre 1779 y 1791, y nuevamente en 1810-1813. Aunque las fortificaciones alrededor del centro de la ciudad se desmantelaron a fines del siglo XIX, las fortificaciones de Christianshavn continuaron en uso hasta el siglo XX. Algunas áreas se abrieron a fines de la década de 1910 y 1920, y las áreas finales se convirtieron en espacio público en 1961.
Las fortificaciones forman parte del sistema total de fortificación que rodea el casco antiguo de Copenhague, y son una de las fortificaciones mejor conservadas de Dinamarca del siglo XVII. En la actualidad, la zona que rodea las fortificaciones es un parque.

## Christianshavn hoy

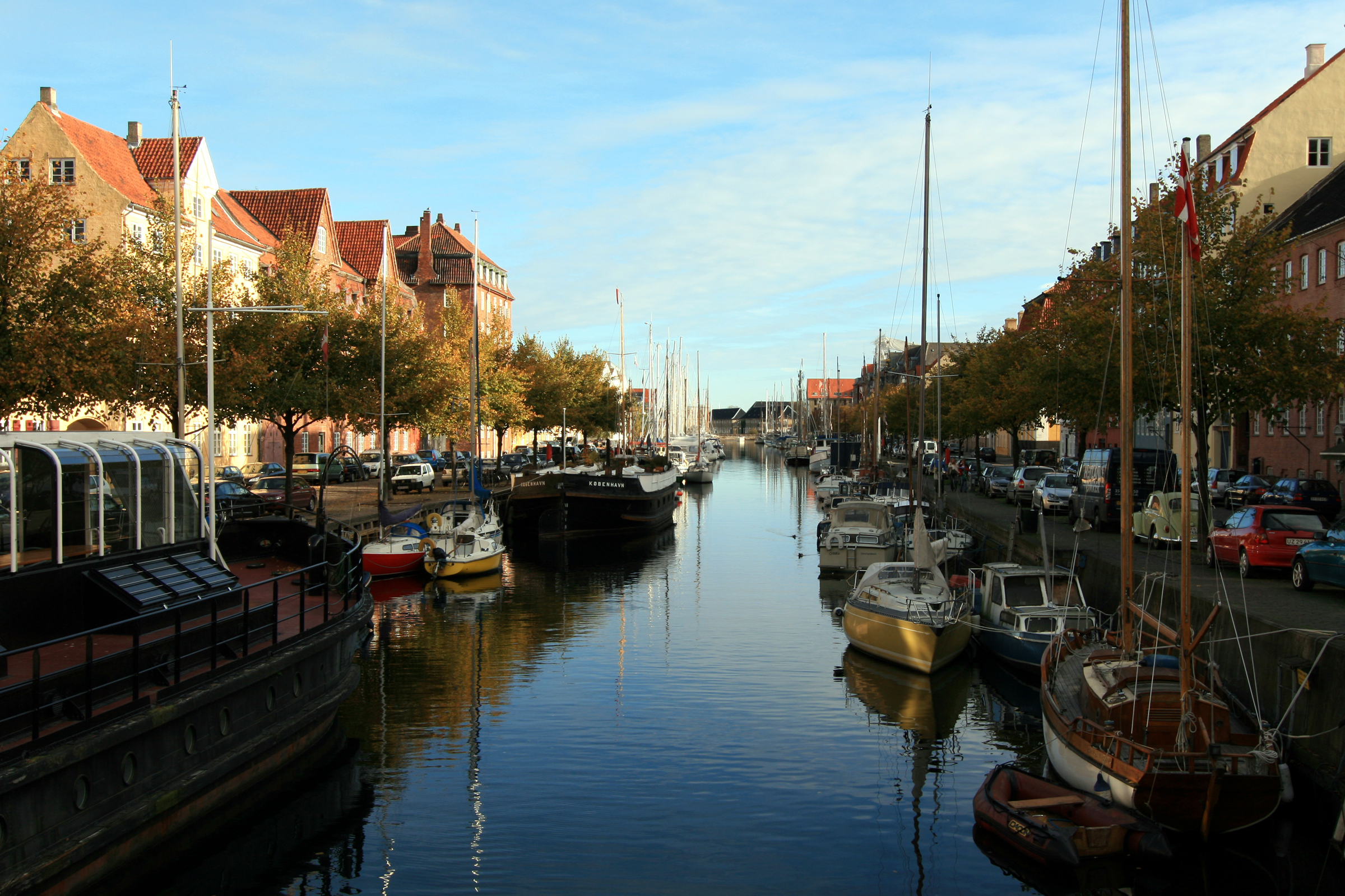
Canal de Christianshavn, Copenhague, a la luz de la mañana.

Christianshavn es una zona animada, principalmente residencial. Está delimitada por el canal de Christianshavn, que corre de norte a sur a lo largo de su longitud, y por Torvegade, la calle principal de Christianshavn, que corre de este a oeste y conecta Amager Side Copenhague con el centro de la ciudad a través de Knippelsbro. Donde se cruzan el canal y la calle, en el centro geográfico de Christianshavn, se encuentra la plaza Christianshavns Torv. A lo largo de la orilla oriental de la isla discurre Christianshavns Vold, que ahora es el principal espacio verde del barrio.

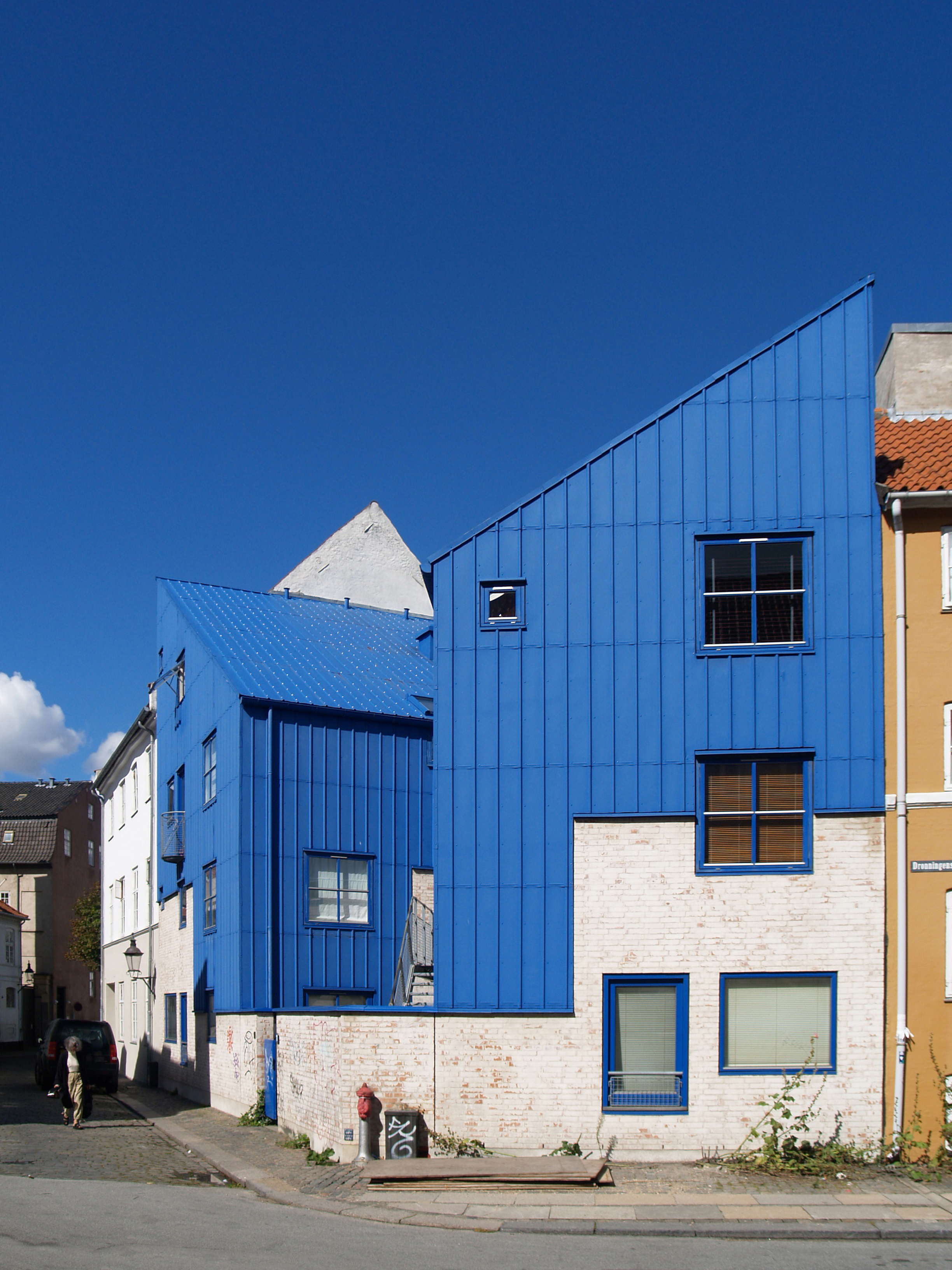
El Rincón Azul, de los arquitectos Vandkunsten, es uno de los pocos edificios modernos de la parte baja de Rampart Side, en Christianshavn.

La parte baja de Christianshavn, también conocida como Christiansbro, es la parte más acomodada del barrio, con varias urbanizaciones modernas construidas en los terrenos del antiguo astillero Burmeister & Wain / B&W. También se encuentran en la zona varias sedes, entre las que destaca la sede danesa de Nordea a lo largo de todo el frente portuario, mientras que su edificio histórico más importante es la iglesia de Christian. En el otro lado del canal -Rampar Sidet-, la zona está dominada por edificios residenciales e instituciones históricas.
La parte alta de Christianshavn, que se extiende a lo largo de Strandgade desde Torvegade hasta el canal de Trangaven, está dominada por antiguos almacenes renovados y casas de comerciantes. En esta zona se encuentran varias instituciones importantes, como el Ministerio de Asuntos Exteriores. Entre las instituciones culturales destacan el Centro de Arquitectura Danesa y la Casa del Atlántico Norte. Al otro lado del canal, el Upper Rampart Side de Christianshavn es la parte más densa y descuidada del barrio, ya que alrededor de la mitad de los 10.000 habitantes de Christianshavn viven en esa zona. Es en esta zona donde se encuentran la Iglesia de Nuestro Salvador y Christiania.
Holmen se caracteriza por una mezcla de antiguos edificios militares y nuevas urbanizaciones, y es la sede de muchas empresas creativas, como agencias de publicidad y estudios de arquitectura, así como de instituciones educativas creativas, como la Real Academia Danesa de Bellas Artes, la Escuela de Arquitectura y la Escuela de Cine de Dinamarca.
La Ciudad Libre de Christiania, un barrio parcialmente autónomo que ha establecido un estatus semilegal como comunidad independiente en una zona de cuarteles militares abandonados, aparece como una "ciudad dentro de la ciudad". Cuenta con una población considerable y es sede de numerosos eventos culturales, así como de una "arquitectura sin arquitectos" experimental e idiosincrásica.

## Atracciones
- Iglesia de Nuestro Salvador
- Iglesia cristiana
- Casa del Atlántico Norte con el Restaurante Noma
- Ciudad Libre de Christiania
- Ópera de Copenhague

## Transporte
La estación de metro de Christianshavn está situada en Christianshavns Torv, en la intersección de Christianshavn Canal y Torvegade. La estación da servicio a las líneas M1 y M2 del metro de Copenhague.
Las líneas 901 y 902 de los autobuses del puerto de Copenhague tienen una parada en Christianshavn al final de Knippelsbro.

## Christianshavn en la cultura
- En la obra filosófica de Søren Kierkegaard Etapas en el camino de la vida (1845), su alter ego seudónimo Hilarius Bookbinder afirma que en Christianshavn "se está lejos, muy lejos de Copenhague" y que, por tanto, Langebro (Puente Largo) merece su nombre (Etapas en el camino de la vida p. 259).
- La Iglesia de Nuestro Salvador en Christianshavn aparece en un capítulo de Un viaje al centro de la tierra de Julio Verne. El personaje Axel es obligado a escalar la torre sinuosa durante cinco días consecutivos por su tío para curarlo de su acrofobia antes de su descenso al volcán .[3]
- En la película de 1973 Tony Arzenta, una persecución en coche lleva a Alain Delon por Christianshavn, incluyendo Torvegade y la calle que bordea el canal.
- Christianshavn ha sido inmortalizada en la entonces extremadamente popular serie de televisión danesa de los años 70 "Huset på Christianshavn" (inglés: The House on Christianshavn), uno de los programas más populares de la televisión danesa.[4]
- La acción de la novela de Peter Høeg, La señorita Smila y su especial percepción de la nieve, se sitúa en las viviendas públicas "Det Hvide Snit" (inglés: The White Cut, leucotomía popular danesa) en Christianshavn.
- Christianshavns Kanal, llamado así por el canal, es la última pista del álbum debut de 1973 del cantautor danés Kim Larsen, Værsgo .
- Tom Waits escribió una de sus canciones emblemáticas " Tom Traubert's Blues (Four Sheets to the Wind in Copenhagen)", comúnmente conocida como "Tom Traubert's Blues" o "Waltzing Matilda") después de visitar Christianshavn con la cantante y violinista danesa Mathilde Bondo.

## Personas notables
- Carl Christian Hall (1812–1888) estadista danés
- Martin Andersen Nexø, (1869-1954) escritor danés
- Halfdan Rasmussen, (1915-2002) poeta danés
- Link Wray, (1929-2005) guitarrista
- Frank Arnesen, (nacido en 1956)  exfutbolista danés, y director deportivo
- Lukas Forchhammer, (nacido en 1988) cantante y compositor danés-irlandés